# Gouvernement Derbent
Het gouvernement Derbent (Russisch: Дербентская губерния, Derbentskaja goebernija) was een gouvernement (goebernija) binnen het keizerrijk Rusland. Het bestond van 14 december 1846 tot 1860. Het ontstond uit het Kaspische Oblast en het gouvernement ging op in de oblast Dagestan. De hoofdstad was Derbent.